# 28e cérémonie des Kids' Choice Awards
La 28e cérémonie des Kids' Choice Awards s'est tenue le 28 mars 2015, au Forum d'Inglewood, à Los Angeles, en Californie, et animée par Nick Jonas,.
L'émission a été diffusée à 20h00 sur Nickelodeon, avec une diffusion simultanée aux États-Unis sur les réseaux sœurs TeenNick, MTV, Comedy Central et TV Land, ainsi que sur les applications mobiles et le site Web du réseau. Un double épisode de la série télévisée américaine Les Thunderman a été diffusé. 
Il y avait 4 nouvelles catégories cette année. Le vote a eu lieu sur six continents sur 19 sites Web localisés, ainsi que diverses diffusions simultanées à travers le monde, en direct ou en différé.
Malgré la diffusion simultanée, l'émission a subi une forte baisse depuis la cérémonie de 2014, attirant environ 3 630 000 millions de téléspectateurs au total pour la diffusion américaine originale, soit une baisse de 27 % d'une année sur l'autre.
La sitcom télévisée Austin et Ally a balayé les KCA, remportant 3 dirigeables ; la série est la deuxième de Disney Channel à remporter l'émission pour enfants préférée de l'histoire de KCA,.
À la suite de la cérémonie, la première d'une nouvelle série animée, Harvey Beaks, a été diffusée.

## Présentateurs
- Nick Jonas
- Sydney Park et Jack Griffo

## Interprètes musicaux
- Nick Jonas – "Chains", "Jealous"
- Iggy Azalea feat. Jennifer Hudson - "Trouble"
- 5 Seconds of Summer - "What I Like About You"

## Remettants
- Jamie Foxx
- Zendaya
- Kevin James
- Meghan Trainor
- Nick Cannon
- Debby Ryan
- Quvenzhané Wallis
- Echosmith
- Kaley Cuoco-Sweeting
- Tia Mowry
- Joe Jonas
- Breanna Yde
- Benjamin Flores Jr.
- Josh Peck
- Adam Sandler
- Nick Jonas
- Sydney Park
- Kira Kosarin
- Jack Griffo
- Josh Gad
- Grant Gustin
- Chloe Bennet
- Bethany Mota
- Shawn Mendes
- Skylar Diggins
- Mo'ne Davis
- Jennette McCurdy
- Jennifer Lopez
- Chris Pratt

## Palmarès
- Les nommés ont été annoncés le 20 février 2015[6],[7].
- Les gagnants sont répertoriés en premier, en gras . Les autres candidats sont classés par ordre alphabétique[8].

### Cinéma

#### Film préféré
- The Amazing Spider-Man : Le Destin d'un héros (The Amazing Spider-Man 2) – Columbia Pictures et Marvel Studios

#### Acteur de cinéma préféré
- Ben Stiller pour le rôle de Larry Daley / Laaa, néandertalien dans La Nuit au musée : Le Secret des Pharaons (Night at the Museum: Secret of the Tomb)
  - Jamie Foxx pour le rôle de Max Dillon / Electro dans The Amazing Spider-Man : Le Destin d'un héros (The Amazing Spider-Man 2)

#### Actrice de cinéma préférée
- Emma Stone pour le rôle de Gwen Stacy dans The Amazing Spider-Man : Le Destin d'un héros (The Amazing Spider-Man 2)

#### Star d'action masculine préférée
- Andrew Garfield pour le rôle de Peter Parker / Spider-Man dans The Amazing Spider-Man : Le Destin d'un héros (The Amazing Spider-Man 2)

#### Méchant préféré
- Jamie Foxx pour le rôle de Max Dillon / Electro dans The Amazing Spider-Man : Le Destin d'un héros (The Amazing Spider-Man 2)

#### Livre préféré
- Journal d'un dégonflé de Jeff Kinney pour le scénario de Journal d'un dégonflé (Diary of a Wimpy Kid)
  - Le Labyrinthe de James Dashner pour le scénario de Le Labyrinthe (The Maze Runner)
  - Percy Jackson et les Dieux grecs de Rick Riordan pour le scénario de Percy Jackson : Le Voleur de foudre (Percy Jackson & the Olympians: The Lightning Thief)